# Rosenborg IHK
Rosenborg Ishockeyklubb (RIHK) er en norsk ishockeyklub fra Trondheim, der blev grundlagt som hockeyafdeling af Rosenborg Ballklub i 1934. Klubbens fodbold- og ishockeyafdeling blev delt og blev to uafhængige klubber i 1991. Klubbens herreseniorhold spillede i sæsonerne 2010/11 til 2013/2014 i GET-Ligaen. Rosenborg har siden 1977 spille i Leangen Ishall, efter at de fra klubbens stiftelse havde spillet udendørs på naturlig is.